# Paul Oakenfold

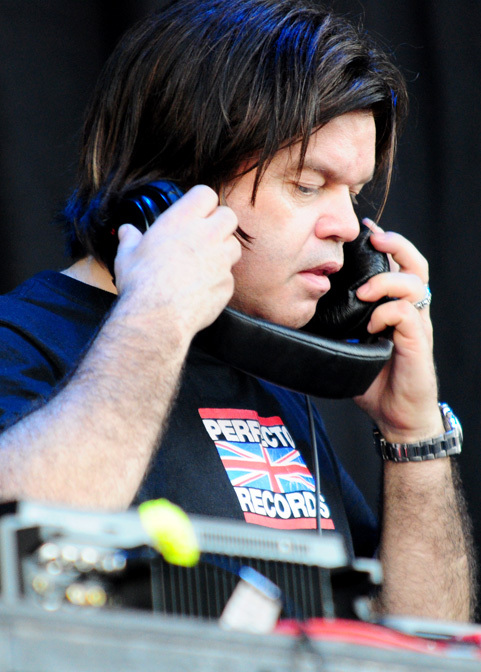
Paul Oakenfold

Paul Oakenfold (Greenhithe (Kent), 30 augustus 1963) is een Engelse dj  sinds de jaren tachtig actief is in de dancescene. Hij heeft zich beziggehouden met meerdere stijlen, zoals house, rock en hiphop. Oakenfold wordt beschouwd als een van de pioniers van de dancescene in het Verenigd Koninkrijk en heeft een belangrijke rol gespeeld in het vestigen van de housecultuur op Ibiza en het ontstaan van de Balearic Beat-stroming. 

## Vroege jaren
In zijn tienerjaren begon Paul Oakenfold met dj'en. Hij draaide disco en hiphop. In 1984 woonde hij ook een tijd in New York. Hij werkte een tijd als A&R-manager voor Champion Records. In 1987 kwam hij voor het eerst in aanraking met elektronische dansmuziek tijdens zijn verblijf op Ibiza met onder andere Danny Rampling. Voor zijn eerste werken liet hij zich inspireren door de toen populaire italodisco, soul en housemuziek. Hij werd daarbij de Britse ambassadeur van de Balearic Beat-stroming die hij tot bloei bracht. Zo maakte hij in 1988 de plaat Jibaro als Electra, een cover van Elkin & Nelson. In 1989 richtte hij zijn eigen platenlabel Perfecto op.

## Producer en remixer
In 1990 produceerde hij het album Pills, Thrills & Bellyaches voor de Happy Mondays, dat enkele hits opleverde. Zijn eerste succes als remixer was een bewerking van Unfinished Sympathy van Massive Attack dat in 1991 een wereldwijde hit werd. Ook de band U2 bezorgde hem opdrachten voor Mysterious Ways (1991), Even better than the real thing (1992) en Lemon (1993). Daarbij werd zijn remix van Even better than the real thing in de UK zelfs een grotere hit dan het origineel. Ook op het niveau van producties was hij actief. Hij werkte daarin veel samen met Steve Osborne. In 1993 produceerden ze als State Of Grace het nummer Not Over Yet met Patti Low als zangeres. Dit nummer deed aanvankelijk niet zoveel. In 1994 werd het echter opgenomen op Renaissance: The Mix Collection van Sasha en John Digweed. Hierna werd het nummer opnieuw opgenomen met Dominique Atkins als zangeres. Het werd uitgebracht onder de naam Grace. Ditmaal werd het een hit. Het bereikte de eerste plek van de Amerikaanse dancecharts en in het Verenigd Koninkrijk de top 10. Van Grace werden nog enkele singles uitgebracht en het album If I Could Fly. In 2007 werd er door de Klaxons een cover gemaakt van Not Over Yet.

## Trance
Halverwege de jaren negentig verschoof Oakenfold zijn focus naar in de opkomende muziekstroming trance en werd een van de ambassadeurs in dat genre in het Verenigd Koninkrijk en Ibiza. Hij combineerde Europese dance met Goatrance die hij in Goa (India) heeft ontdekt. Hij liet het grote publiek kennismaken met zijn op dat moment unieke geluid tijdens een twee uur durende dj-set voor het BBC-radioprogramma Essential Mix in 1994. Deze uitzending is tot op de dag van vandaag de meest gevraagde radio-uitzending van de BBC. Zijn hoogtijdagen als dj waren tijdens de internationale opkomst van trance vanaf 1997 tot de eeuwwisseling. Hij was toen een van de vaste dj's van de beroemde Engelse club Cream en bracht een aantal legendarische trancecompilaties uit, zoals Tranceport en Perfecto Presents Another World. In 1998 en 1999 was Oakenfold eerste in de DJ top 100 van het Engelse tijdschrift DJ Magazine. Ook weet hij opnieuw een grote hit te scoren als Planet Perfecto met het nummer Bullet In The Gun (1999), dat hij maakt in samenwerking met Jake Williams. Hij produceert ook de singles Flesh en Silent Words van Jan Johnston.

## Bunkka
Na de eeuwwisseling maakte hij diverse soundtracks voor films, zoals Swordfish, The Matrix Reloaded, Collateral, Die Another Day en Transformers the Movie. Verder produceerde hij muziek voor videospelletjes, zoals James Bond en FIFA 2005. Hij scoort ook nog hits, zoals Starry Eyed Surprise en Southern Sun (de geremixte versie van Tiësto was in Nederland populair). Zijn eerste soloalbum Bunkka verscheen in 2002. Op dit album staan bijdragen van beroemde artiesten zoals Nelly Furtado en Ice Cube, maar ook eigen producties zoals Zoo York.
In 2006 keerde hij terug met het album A Lively Mind, waarop hij samenwerkte met Pharrell Williams en Grandmaster Flash. Daarna maakte hij weer diverse soundtracks voor films en televisieprogramma's. Ook werkte hij voor Madonna en Cher en maakte hij platen met andere producers als Matt Goss en Infected Mushroom. In 2014 maakte hij het album Trance Mission met covers van bekende danceplaten zoals Café Del Mar van Energy 52, Madagascar van Art of Trance en Toca Me van Fragma. In 2018 werkt hij samen met Jam El Mar op het nummer Lost In The Moment.

## Discografie

### Albums
| Jaar | Titel                                                 |
| ---- | ----------------------------------------------------- |
| 1994 | Journeys By DJ Volume 5: Journey Through The Spectrum |
| 1995 | A Voyage into Trance                                  |
| 1996 | Grace - If I Could Fly                                |
| 1996 | Perfecto Fluoro                                       |
| 1997 | Global Underground 004                                |
| 1998 | Tranceport                                            |
| 1998 | Global Underground 007                                |
| 1999 | Essential Millennium with Pete Tong & Fatboy Slim     |
| 1999 | Resident: Two Years of Oakenfold at Cream             |
| 2000 | Perfecto Presents: Travelling                         |
| 2000 | Perfecto Presents: Another World                      |
| 2001 | Swordfish (Soundtrack)                                |
| 2001 | Perfecto Presents Ibiza                               |
| 2002 | Bunkka                                                |
| 2003 | Perfecto Presents: Great Wall                         |
| 2004 | Creamfields                                           |
| 2005 | Perfecto Presents: The Club                           |
| 2006 | A Lively Mind                                         |
| 2009 | Perfecto Vegas                                        |
| 2010 | Firefly                                               |
| 2010 | Trance Mission                                        |

### Singles
Paul Oakenfold werkte onder verschillende pseudoniemen en werkte vaak samen met andere artiesten. Samen met Steve Osborne vormde hij Perfecto.
| - Electra (1988-89): - Jibaro / The Future - Destiny / Autumn Love - Movement 98 (1990): - Sunrise - Joy & Heartbreakers - B Real (1993): - I Can't Take Your Love - State Of Grace (1993-97): - Not Over Yet - I Want To Live - Skin On Skin - Down To Earth - If I Could Fly - Hand In Hand - Rise (1994): - The Single - Perfecto Allstarz (1995): - Reach Up - Virus (1995-97): - Sun - Moon - Hypnotise - Planet Perfecto (1997-2001): - Georgie Girl - Bullet In The Gun (Dancesmash op Radio 538) - Bites Da Dust | - Perfecto FC (2000): - Formula Football - Bunker (2000): - Descents - Element Four (2000): - Big Brother - Paul Oakenfold (vanaf 2002): - Southern Sun - Starry Eyed Surprise - Hypnotised - The Harder They Come - Faster Kill Pussycat - Sex 'N' Money - Firefly - I'm Alive - Full Moon Party - Come Together - Maybe It's Over - Turn It On - Toca ME - Cafe Del Mar |

### Remixen
- Björk - "Pagan Poetry"
- Clint Mansell - "Aeternal"
- Dave Matthews Band - "When the World Ends"
- The Doors - "L.A. Woman"
- Editors - "Camera"
- Elvis Presley - "Rubberneckin'"
- The Faint - "Glass Danse"
- The Green Children - "Dragons"
- Incubus - "Are You In?"
- "James Bond" (Bond vs. Oakenfold)
- Jan Johnston - "Flesh"
- Jennifer Lopez - I'm Glad
- Justin Timberlake - "Rock Your Body"
- Justin Timberlake - "Cry Me a River"
- Justin Timberlake - "My Love"
- Kim Wilde - "Cambodia" (2006)
- Led Zeppelin - "Babe I'm Gonna Leave You"
- Madonna - "What It Feels Like for a Girl"
- Madonna - "American Life"
- Madonna - "Hollywood"
- Madonna - "Sorry"
- Michael Jackson - "One More Chance"
- Muse - "New Born"
- N*E*R*D Feat. Paul Harvey & Vita - "Lapdance"
- Paris Hilton - "Turn It Up"
- PPK - "Resurrection (Perfecto Edit)"
- Skip Raiders - "Another Day (Perfecto Mix)"
- The Smashing Pumpkins - "(Perfecto Mix)"
- Traci Lords - "Fallen Angel"
- Transformers: "Cybertron" (The Transformers Theme)
- U2 - "Even Better Than The Real Thing" (Perfecto Remix)
- U2 - "Beautiful Day"
- U2 - "Mysterious Ways" (Perfecto Remix)
- Pirates of the Caribbean: At World's End Remixes
- Daft Punk - "C.L.U."

- Bibliothèque nationale de France: cb13987370g (data)
- Gemeinsame Normdatei: 134961587
- International Standard Name Identifier: 0000 0001 1450 5059
- Library of Congress Control Number: no2002063824
- MusicBrainz: 7bf1f441-ccf1-4258-9797-07c8d16eb44c
- Nationale Bibliotheek van Tsjechië: xx0021691
- Nationale Bibliotheek van Israël: 987007330154005171
- Nationale Bibliotheek van Polen: a0000002529502
- Istituto Centrale per il Catalogo Unico: UBOV636232
- Virtual International Authority File: 85437797
- WorldCat: E39PBJtGXYRcmfpxyVRgjgKPQq